# Antonio Abetti
Antonio Abetti (født 19. juni 1846, død 20. februar 1928) var italiensk astronom. Han blev født i San Pietro di Gorizia (Šempeter-Vrtojba), der indtil 1814 tilhørte det napoleonske kejserrige, og som mellem 1814 og 1919 var under Østrigs forvaltning og derefter overgik til Italien. I dag tilhører byen Slovenien.
Han tog eksamen i matematik og ingeniørvidenskab fra Universitetet i Padua. I 1879 giftede han sig med Giovanna Colbachini, med hvem han fik to sønner. Han døde i Arcetri.

## Arbejde
Abetti arbejdede hovedsageligt med bestemmelse af himmellegemers position og udførte talrige observationer af asteroider, kometer og okkultationer af stjerner. I 1874 deltog han i en ekspedition til Madhupur i Jharkhand, Bengalen under ledelse af Pietro Tacchini for at observere en Venuspassage med et spektroskop. Senere blev han direktør for Observatoriet i Arcetri og professor ved Universitetet i Firence.
Observatoriet i Arcetri var oprettet i 1872 af Giovanni Battista Donati, men var efter dennes død til dels ude af drift. En af de første opgaver for Abetti var derfor at opstille et teleskop. Dettes objektiv bestod af et dobbeltlinset akromatisk system med 28 cm åbning og 5,33 m brændvidde, og som var fremstillet af Giovanni Battista Amici i 1839.

## Æresbevisninger
- Medlem af Accademia dei Lincei.
- Medlem af Royal Astronomical Society.
- Krateret Abetti på Månen er opkaldt efter både Antonio og hans søn Giorgio Abetti.
- Asteroiden 2646 Abetti er ligeledes opkaldt efter Antonio og hans søn.[2]